# Dalmácia veneziana
```
   |-
       |
Erro:
:  
valor não especificado para "
nome_comum
"

   |-
       | 
Erro:
:  
valor não especificado para "
continente
"
```

A Dalmácia Veneziana (em latim: Dalmatia Veneta) refere-se aos territórios da Dalmácia sob o domínio da República de Veneza, principalmente do início do século XV ao final do século XVIII, embora Veneza já controlasse várias cidades e ilhas da Dalmácia desde o ano 1000 d.C. Durou até 1797, quando a República de Veneza caiu para as forças de Napoleão Bonaparte e a Dalmácia foi posteriormente incorporada ao Império Austríaco como Reino da Dalmácia.